# NGC 1153
NGC 1153 é uma galáxia espiral (S0-a) localizada na direcção da constelação de Cetus. Possui uma declinação de +03° 21' 43" e uma ascensão recta de 2 horas, 58 minutos e 10,2 segundos.
A galáxia NGC 1153 foi descoberta em 13 de Dezembro de 1784 por William Herschel.